# Gisèle Vienne
Gisèle Vienne (Charleville-Mézières, 17 de desembre de 1976) és una coreògrafa, artista plàstic i directora Franco-austríaca.

## Biografia
Gisèle Vienne va néixer l'any 1976. La seva mare és una artista visual, antiga alumna d'Oskar Kokoschka. Va estudiar filosofia en hypokhâgne i khâgne a l'institut de Fénelon abans d'ingressar a l'École nationale supérieure des arts de la marionnette. El 1999, va fundar la seva pròpia companyia per posar en escena obres de teatre en les quals incorporava elements de coreografia i titelles. Després de començar en col·laboració amb Étienne Bideau-Rey, va dirigir les seves produccions en solitari a partir del 2004. Entre el 2000 i el 2017, va crear 14 peces amb la seva companyia, col·laborant amb figures tan diverses com Jonathan Capdevielle, Jean-Luc Verna, Adèle Haenel, Catherine Robbe-Grillet, Aurore Ponomarenko, Louise Bentkowski o Dennis Cooper.

## Epectacles
- 2023 : Extra life
- 2021 : L'Étang
- 2017 : Crowd
- 2015 : The Ventriloquists Convention,[2][5] coescrita amb l'autor estatunidenc Dennis Cooper[6]
- 2013 : The Pyre[3]
- 2011 : LAST SPRING: A prequel
- 2010 : This is how you will disappear[7][8][9]
- 2009 : Éternelle Idole
- 2008 : Jerk, dirigida per Gisèle Vienne i on el personatge David Brooks és interpretat per Jonathan Capdevielle
- 2007 : Jerk, una peça radiofònica[10]
- 2007 : Kindertotenlieder[11][12]
- 2005 : Une belle enfant blonde[13][9]
- 2004 : I Apologize[13][9]

Escenificació i coreografia en col·laboració amb Étienne Bideau-Rey
- 2020 : Showroomdummies #4
- 2013 : Showroomdummies #3
- 2009 : Showroomdummies #2 (re-escritura)
- 2004 : Tranen Veinzen
- 2003 : Stéréotypie
- 2001 : Showroomdummies}}
- 2000 : Splendid’s de Jean Genet

## Instal·lacions i exposicions
- 2018 : 40 Portraits 2003-2008, Les Abattoirs Musée-FRAC Occitanie Toulouse (FR)
- 2014 :  Die puppe in der moderne. Dont : 40 Portraits et une poupée (2003-2008), Kunstverein Galerie "Talstrasse" e.V. - Halle (DE)
- 2012 : Teenage Hallucination.[14] Gisèle Vienne amb Dennis Cooper, Stephen O’Malley i Peter Rehberg, Patrick Riou, Jonathan Capdevielle, Centre Pompidou – Paris
- 2012 : Read into my black holes. Commissariat Gisèle Vienne i Dennis Cooper, Centre Pompidou - Paris (FR)
- 2012 : Whitney biennial. Whitney Museum - New York (US)
- 2012 : Shake and Bake. Exposició de dues fotografies de Gisèle Vienne de la sèrie "Through Their Tears". Comissariada per HARD HAT, Galerie Praz-Delavallade – Paris (FR)
- 2011 : Last Spring: A prequel. Gisèle Vienne / Dennis Cooper / Peter Rehberg i Stephen O’Malley / Raphaël Rubbens / Dorothéa Vienne-Pollak / Patrick Riou / Jonathan Capdevielle Escenificació - instal·lació per a una nina robòtica
- 2011 : Do you think, that would have made it magic?. Gisèle Vienne convidada per Elodie Lesourd. Exposició, extracte de la sèrie Through their tears (2007-2011), galeria Olivier Robert - Paris (FR)
- 2010 : 40 Portraits 2003-2008. Fotografies de Gisèle Vienne, Centre Atlantique de la Photographie, Le Quartz, Scène nationale de Brest, France
- 2008 : Black Noise. Exposició col·lectiva, CNEAI a Chatou, França.
- 2007 : Goddess. Instal·lació i fotografies de Gisèle Vienne, Voice Gallery Kyoto, STAY WITH ART, 2007 dins de l'exposició al T-Point Hotel, Osaka, Japó
- 2007: Grenoble-Saalfelden. Exposició de l'obra fotogràfica de Gisèle Vienne i Antoine Masure, Galerie du Quartz, escena nacional de Brest, França
- 2006 : Un autor va disparaître. Instal·lació de Gisèle Vienne i conferència de Marcela Iacub (Advocada i investigadora del CNRS), "l'École de Stéphanie" en el marc de l'exposició "La force de l'art", Grand Palais, Paris, France
- 2006 : La poupée, L'inquiétante étrangeté. Treball fotogràfic d'Antoine Masure i Gisèle Vienne basat en les nines de Gisèle Vienne, Galerie 1sur1 in the window, Brussel·les, Bèlgica

## Filmografia

### Director
- Brando, curtmetratge (2014) / Música: Brando, de 'Soused', col·laboració Scott Walker + Sunn O)))
- Jerk, llargmetratge (2021, 60 minuts) Premi Noves Visions a la millor pel·lícula al LV Festival Internacional de Cinema Fantàstic de Catalunya.[15]

### Intèrpret
- Ganz Angst, pel·lícula dirigida per Jean-Michel Wicker, Serge Comte, Christophe Terpent i Vidya Gastaldon (1996, Galerie Analix, Ginebra) / interpretació
- Home, pel·lícula dirigida per Patric Chiha (2006) / interpretació
- Funky Town, videoclip de Jean-Luc Verna i els seus Dum Dum Boys, dirigit per Brice Dellsperger (2007) / actuació
- Domaine, pel·lícula dirigida per Patric Chiha (2010) / coreografia i interpretació
- Boys Like Us, pel·lícula dirigida per Patric Chiha (2014) / coreografia i interpretació

### Col·laborador
- Sablé-sur-Sarthe, pel·lícula dirigida per Paul Otchakovsky Laurens (2009) / producció i posada en escena d'un maniquí
- Éditeurs, pel·lícula dirigida per Paul Otchakovsky-Laurens (2017)

## Publicacions

### Llibres
- JERK / Through Their Tears. (CDF+livre), 2 éditions en français et anglais
- Gisèle Vienne 40 portraits, 2003-2008, 2012.
- Collectif (coordinat per Elsa Dorlin), Feu ! abécédaire des féminismes présents, Paris, éd. Libertalia, 2021 (à paraître)[16]

### Gestió de revistes i fanzines
- Corps/Objet – Sobre la relació entre el cos i el cos artificial. Gisele Vienne / Etienne Bideau-Rey. Ressenya - 2 números 2001 i 2002 publicats pel Centre Coreogràfic Nacional de Grenoble
- LAST SPRING: The Maps (1er numéro,  2011, 2n numéro, 2012). Fanzine de Gisèle Vienne en col·laboració amb Dennis Cooper en el marc de la Cooperative Fanzine, dissenyat per Dominique Gonzalez-Foerster, Philippe Parreno i Jean-Max Colard